# 方晓宇
方晓宇（1952年7月—2010年5月13日），男，河北蠡县人，生于辽宁鞍山，中华人民共和国政治人物。武汉地质学院地球物理探矿系毕业。原中共海南省委常委，组织部部长、省政府常务副省长、党组副书记。第九届全国人大代表，中共十六大、十七大代表。

## 生平
1969年1月参加工作。1979年4月加入中国共产党。1980年5月，毕业于武汉地质学院地球物理探矿系。历任河南省地质局地质14队技术员、助理工程师、河南省地质局测绘队团委副书记、共青团河南省委青工部干事、组织部部长。1984年12月，任共青团河南省委副书记。1990年3月，任河南省汝州市市长。1993年2月，任河南省安阳市副市长。1997年8月，任安阳市市长。2001年1月，任中共安阳市委书记、市人大常委会主任。
2003年12月，任中共海南省委常委、组织部部长。2007年3月，任中共海南省委常委、海南省人民政府党组副书记。2007年4月，任中共海南省委常委，省政府常务副省长、党组副书记。
2010年5月13日21时30分，因病在北京逝世。